# Reserva natural nacional Dyfi

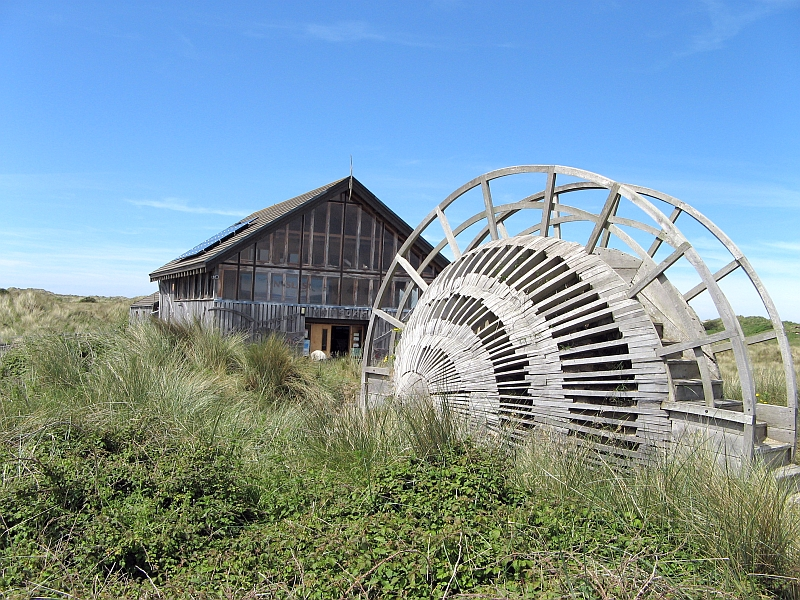
Centro de visitantes de la reserva natural nacional Dyfi, julio de 2008

La reserva natural nacional de Dyfi, administrada por el Countryside Council for Wales, se encuentra a 11 kilómetros al norte de Aberystwyth en el condado de Ceredigion, Gales
en el estuario del Dyfi.
El área fue designada como reserva natural en 1969 y está formada por tres áres diferentes: dunas de arena de Ynyslas, la llanura de marea de Dyfi y Cors Fochno. En el año 1976 se declaró la reserva de la biosfera Biosffer Dyfi, con una superficie total de 1.589 hectáreas, con una altitud que va desde el nivel del mar hasta los 15 m s. n. m. El principal ecosistema son el bosque templado de frondosas, incluyendo marismas. Se encuentra en 52°32′N 04°00′O / 52.533, -4.000. La Biosffer Dyfi, en la costa centro-sur de Gales en el estuario del río Dyfi, esta reserva de la biosfera es representativa de marismas saladas y sistemas de estuarios en el oeste del Reino Unido. El estuario forma uno de los centros más importantes de anátidas y limícolas en Gales y también comprende un sitio Ramsar. Cors Fochno tiene un amplio lodazal y contiene un gran número de especies de invertebrados, incluyendo algunas de importancia nacional e internacional. Corriente arriba del valle de Dyfi son restos de bosque autóctonos de roble. 